# Johan Carl Fredrik Fiebelkorn
Johan Carl Fredrik Fiebelkorn, född 4 maj 1786 i Stettin, Tyskland, död 19 maj 1870 i Gottröra församling, Stockholms län, var en svensk  klarinettist vid Kungliga hovkapellet.

## Biografi
Johan Carl Fredrik Fiebelkorn föddes 4 maj 1786. Han var regementspukslagare vid Livregementets dragoner. Fiebelkorn anställdes den 1 september 1816 som klarinettist vid Kungliga hovkapellet i Stockholm och slutade den 1 oktober 1836. Han gifte sig 1822 med änkan Juliana Fredrika Lindqvister, född Smedberg.